# Maragda sintètica
Maragda sintètica es refereix sovint com «creat», perquè la seva composició química i gemmològica és el mateix que les seves contraparts naturals. La Comissió Federal de Comerç (FTC) dels Estats Units, té normes molt estrictes pel que fa al que pot i el que no pot ser nomenat pedra «sintètica». L'FTC diu: "§ 23.23 (c): «és injust o enganyós utilitzar la paraula «cultivada en laboratori», «creada en laboratori», «creada [nom del fabricant]», o «sintètica» amb el nom de qualsevol pedra natural, per descriure qualsevol producte de la indústria, llevat que aquest producte de la indústria tingui essencialment les mateixes propietats òptiques, físiques, i químiques com el nom de la mateixa pedra natural».

## Història
El primer procés de maragda sintètica comercialment reeixit va ser el de Carroll Chatham, és probable que impliqués un procés de fluix de liti de vanadat, ja que aquestes maragdes no tenen aigua i contenen rastres de vanadat, molibdè i vanadi. L'altre gran productor de maragdes va ser Pierre Gilson, els productes del qual han estat al mercat des de 1964; les maragdes de Gilson creixen en general de llavors de beril naturals incolores, que estan revestides en tots dos costats. El creixement té lloc a una velocitat d'1 mm per mes, amb una mitjana de creixement en set mesos de cristalls de maragda de 7 mm de gruix.
La síntesi hidrotermal de creixement de maragdes s'han atribuït al grup d'indústries químiques alemanyes IG Farben, l'empresa russa Tairus, i d'altres, però el primer producte comercial satisfactori va ser el de Johann Lechleitner d'Innsbruck, Àustria, que va aparèixer al mercat en la dècada de 1960. Aquestes pedres es van vendre inicialment sota els noms «Emerita» i «Symeralds», i es van cultivar com una capa prima de maragda en la part superior de les pedres de beril naturals incolors. Més tard, entre 1965-1970, el Linde Divisió d'Union Carbide va produir maragdes totes sintètiques per síntesi hidrotermal, d'acord amb les seves patents atribuïble a Edith M. Flanigen., les condicions àcides són essencials per prevenir que el crom -que s'utilitza com a colorant- es precipiti. També, és important que el nutrient que conté silici es mantingui allunyat dels altres ingredients per evitar la nucleació i confinar el creixement dels cristalls de sembra. El creixement té lloc per un procés de difusió-reacció, assistit per convecció. El més gran productor de maragdes hidrotermals és la empresa Tairus a Rússia, que ha aconseguit sintetitzar maragdes amb una composició química similar a les maragdes en dipòsits alcalins de Colòmbia, i els productes de la qual es coneixen com a «Maragdes creades de Colòmbia» o «Maragdes creades per Tairus». Luminescència en llum ultraviolada (UV) es considera una prova complementària en fer una determinació de natural enfront de la sintètica, ja que moltes, però no totes, les maragdes naturals són inertes a la llum ultraviolada. Molts teixits sintètics són també inerts als raigs UV.